# Pseudocrossocheilus papillolabrus
Pseudocrossocheilus papillolabrus är en fiskart som först beskrevs av Su, Yang och Xiaolong Cui 2003.  Pseudocrossocheilus papillolabrus ingår i släktet Pseudocrossocheilus och familjen karpfiskar. Inga underarter finns listade i Catalogue of Life.